# Anatinae
Anatinae é uma subfamília de aves aquáticas pertencente à família Anatidae, que inclui os patos, marrecos, arrabios e afins. Caracterizam-se por serem aves de médio a grande porte, adaptadas para a vida aquática, com pés palmados e bicos largos e achatados, ideais para filtrar alimentos da água.

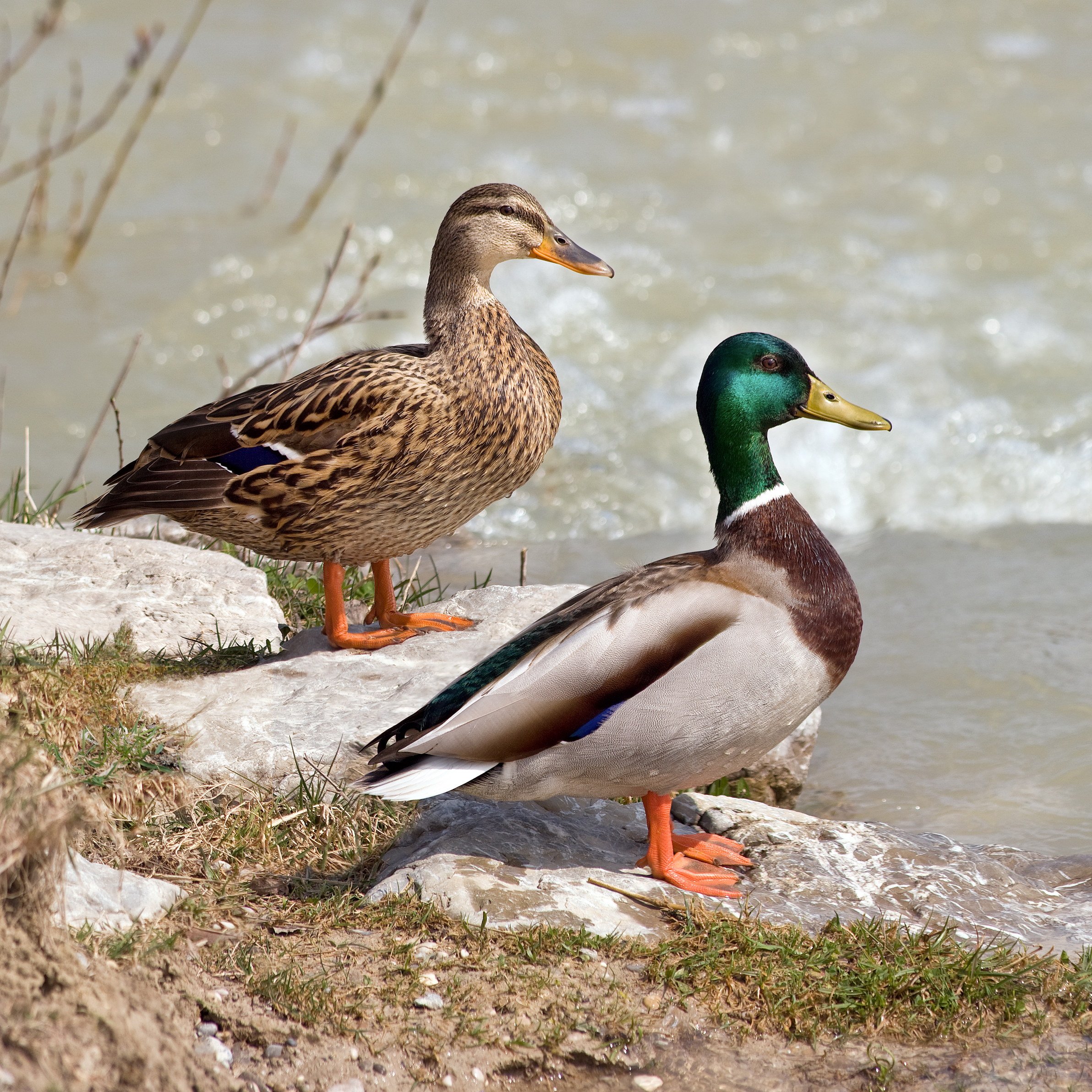
Casal de pato-real, com o macho â direita e fêmea à esquerda.

## Características
As aves da subfamília Anatinae são reconhecidas por sua diversidade morfológica e comportamental. Geralmente possuem corpos robustos e pernas curtas, adaptadas para nadar eficientemente. Seus pés são providos de membranas interdigitais que facilitam a locomoção na água e na lama. O bico, caracteristicamente largo e achatado, varia em forma e tamanho de acordo com as espécies e suas estratégias alimentares.

## Distribuição e Habitat
Anatinae é encontrada em todo o mundo, exceto nas regiões mais extremas do Ártico e Antártica. Habitam uma variedade de ambientes aquáticos, incluindo lagos, rios, estuários e áreas costeiras. Muitas espécies são migratórias, viajando grandes distâncias entre suas áreas de reprodução e áreas de invernada.

## Comportamento e Dieta
Essas aves são predominantemente herbívoras ou omnívoras, alimentando-se de uma variedade de plantas aquáticas, algas, insetos e pequenos peixes. Muitas espécies de Anatinae são conhecidas por suas vocalizações distintas, usadas para comunicação intraespecífica e durante a migração.

## Reprodução e Conservação
A reprodução das aves da subfamília Anatinae geralmente ocorre em áreas de água doce, onde constroem ninhos protegidos entre a vegetação ribeirinha. As fêmeas depositam um número variável de ovos, que são incubados por elas mesmas ou pelo casal. Algumas espécies formam laços monogâmicos temporários durante a época de reprodução.

## Conservação
Muitas espécies de Anatinae enfrentam ameaças significativas, incluindo a perda de habitat devido à drenagem de áreas úmidas, poluição da água, mudanças climáticas e caça indiscriminada. Iniciativas de conservação são essenciais para proteger essas aves e seus habitats naturais, incluindo a criação de áreas protegidas, regulamentação da caça e educação ambiental.